# Ismar Elbogen

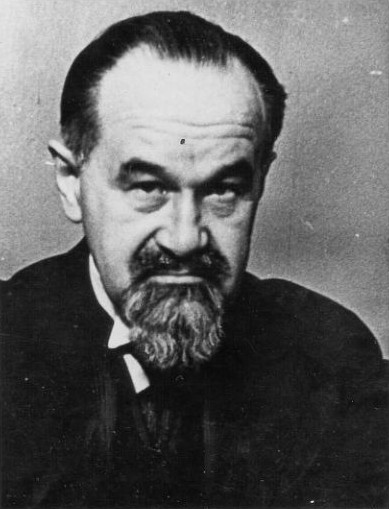
Ismar Elbogen, um 1940

Ismar Elbogen (geboren am 1. September 1874 in Schildberg; gestorben am 1. August 1943 in New York) war ein deutscher Gelehrter und Rabbiner.

## Leben und Wirken
Ismar Elbogen wurde zunächst von seinem Onkel Jakob Levy, dem Autor des Neuhebräischen Wörterbuchs, ausgebildet, später am Gymnasium und ab 1893 am Jüdisch-Theologischen Seminar in Breslau sowie an der Universität Breslau, wo er 1898 promoviert wurde. Sein Rabbinerdiplom wurde ihm 1899 verliehen und er wurde Dozent für Biblische Exegese und Jüdische Geschichte am Collegio Rabbinico Italiano in Florenz. Seit 1902 Privatdozent und Rektor der Hochschule für die Wissenschaft des Judentums in Berlin, wurde er 1919 zum preußischen Professor ernannt.
Ab Juni 1923, beginnend mit dem Heft 1 (Nissan bis Siwan 5683), gab die Hochschule die welterste hebräischsprachige wissenschaftliche Zeitschrift heraus, den דְּבִיר: מְאַסֵּף עִתִּי לְחָכְמַת יִשְׂרָאֵל (Dvīr: Mə'assef ʿittī lə-Chochmat Jisra'el, deutsch ‚Dvir: Periodische Sammlung zur Weisheit Israels‘ [d. h. Wissenschaft des Judentums]), den Elbogen und seine Kollegen Jakob Nachum Epstein und Harry Torczyner redigierten und den Chaim Nachman Bialiks Berliner Hōza'at Dvīr (Verlag Dwir) und der Jüdische Verlag in Kooperation verlegten.
Elbogen arbeitete unter anderem am fünfbändigen Jüdischen Lexikon (1927–30) und gab 1928 bis 1934 zehn Bände der Encyclopaedia Judaica heraus. Außerdem zählte er seit 1934 zu den Mitarbeitern der Germania Judaica und war Mitherausgeber der Zeitschrift für die Geschichte der Juden in Deutschland (Neue Folge, Philo-Verlag, Berlin, 1929 bis 1937). Nach 1933 war er Mitglied der Reichsvertretung der Deutschen Juden, deren Erziehungsausschuss er vorstand.
Ismar Elbogen war mit der älteren Schwester des Dirigenten Otto Klemperer, Regina „Regi“ Klemperer, verheiratet.
Nachdem er 1938 in die Vereinigten Staaten emigriert war, lehrte er dort bis zu seinem Tod am Jewish Institute of Religion in New York, daneben auch am Jewish Theological Seminary und am Hebrew Union College.

## Veröffentlichungen (Auswahl)
- Der Tractatus de Intellectus Emendatione und Seine Stellung Innerhalb der Philosophie Spinozas, Th. Schatzky/Dissertation Breslau 1898
- In Commemorazione di S. D. Luzzatto, Florenz 1901
- Die Neueste Construction der Jüdischen Geschichte, Breslau 1902
- Geschichte des Achtzehngebets (gekrönte Preisschrift), 1903 (Digitalisat UB Frankfurt), in: Monatsschrift für Geschichte und Wissenschaft des Judentums 46 (N. F. 10), H. 7/8 (1902), S. 330–358 (jstor)
- Die Religionsanschauungen der Pharisäer, Berlin 1904 (gegen Harnack, Bousset u. a.)
- Der jüdische Gottesdienst in seiner geschichtlichen Entwicklung, Fock, Leipzig 1913 (Digitalisat archive.org, UB Frankfurt); Frankfurt/M. 2. Aufl. 1924 (Digitalisat UB Frankfurt); 3. Auflage 1931 (Nachdruck Olms, Hildesheim u. a. 1995), S. 115–117 (auch einsehbar bei Google Books). (maßgebendes Standardwerk, basierend auf Zunzens Vorarbeiten; in engl. Übers.: Jewish Liturgy: A Comprehensive History, trans. Raymond P. Scheindlin, The Jewish Publication Society of America, Philadelphia 1993; in hebr. Übers. 1972)
- Geschichte der Juden seit dem Untergang des jüdischen Staates, 1. Aufl. 1919, 2. Aufl. Leipzig/Berlin 1920 (Digitalisat archive.org)
- mehrere Beiträge in: Vereinigung für Schriften über jüdische Religion begründet vom Verband der deutschen Juden (Hrsg.): Die Lehren des Judentums (4 Teile), Schwetschke, Berlin 1925 (Digitalisat UB Frankfurt)
- Gestalten und Momente aus der jüdischen Geschichte, Welt-Verlag, Berlin 1927 (Digitalisat UB Frankfurt)
- Das Leben des Rabbi Mosche Ben Maimon / Moses Maimonides. Aus seinen Briefen und anderen Quellen ausgewählt und eingeleitet von Ismar Elbogen. Jüdische Lesehefte; 5. Berlin : Schocken, 1935
- Die Geschichte der Juden in Deutschland, Berlin 1935 (1966 neu hrsg. von E. Sterling)
- A Century of Jewish Life, Philadelphia 1944 (postum)
  - Ein Jahrhundert jüdischen Lebens – Die Geschichte des neuzeitlichen Judentums. Hrsg. Ellen Littmann, Europäische Verlagsanstalt, Frankfurt 1967